# Cratichneumon rubricops
Cratichneumon rubricops là một loài tò vò trong họ Ichneumonidae.